# Maranta subterranea
Maranta subterranea là một loài thực vật có hoa trong họ Marantaceae. Loài này được J.M.A.Braga mô tả khoa học đầu tiên năm 2001.